# Championnat du Costa Rica de football 1921
Navigation
Saison suivante
La Primera División 1921 est la première édition de la première division costaricienne.
Chacun des sept clubs participant était confronté deux fois aux six autres équipes.

## Les 7 clubs participants
| \| San José: Gimnástica Española CS La Libertad LD Alajuelense CS Cartagines I San José CS Herediano I San José Limon FC CS La Unión \| Localisation des clubs engagés dans le championnat. |
| San José: Gimnástica Española CS La Libertad LD Alajuelense CS Cartagines I San José CS Herediano I San José Limon FC CS La Unión                                                           |

| Club                | Stade                        | Capacité          | Ville        |
| LD Alajuelense      | Stade inconnu                | Capacité inconnue | Alajuela     |
| CS Cartagines       | Stade inconnu                | Capacité inconnue | Cartago      |
| Gimnástica Española | Stade inconnu                | Capacité inconnue | San José     |
| CS Herediano        | Stade inconnu                | Capacité inconnue | Heredia      |
| CS La Libertad      | Stade Nacional du Costa Rica | 25 500            | San José     |
| Limon FC            | Stade Juan Gobán             | 3 000             | Puerto Limón |
| CS La Unión         | Stade inconnu                | Capacité inconnue | Tres Ríos    |

## Compétition
Les sept équipes affrontent à deux reprises les six autres équipes selon un calendrier tiré aléatoirement. 
Le classement est établi sur l'ancien barème de points (victoire à 2 points, match nul à 1, défaite à 0).
Le départage final se fait selon les critères suivants :
- Le nombre de points.
- Un match de départage.

### Classement
| \| Rang \| Équipe \| Pts \| J \| G \| N \| P \| Bp \| Bc \| Diff \| \| ---- \| ------------------- \| --- \| -- \| - \| - \| - \| -- \| -- \| ---- \| \| 1 \| CS Herediano \| 19 \| 11 \| 9 \| 1 \| 1 \| 37 \| 12 \| +25 \| \| 2 \| Gimnástica Española \| 12 \| 11 \| 5 \| 2 \| 4 \| 22 \| 19 \| +3 \| \| 3 \| CS La Libertad \| 12 \| 11 \| 5 \| 2 \| 4 \| 17 \| 9 \| +8 \| \| 4 \| CS Cartagines \| 11 \| 12 \| 5 \| 1 \| 6 \| 12 \| 22 \| -10 \| \| 5 \| Limon FC[1] \| 10 \| 12 \| 5 \| 0 \| 7 \| 14 \| 18 \| -4 \| \| 6 \| CS La Unión[2] \| 8 \| 11 \| 4 \| 0 \| 7 \| 17 \| 23 \| -6 \| \| 7 \| LD Alajuelense \| 8 \| 12 \| 3 \| 2 \| 7 \| 14 \| 30 \| -16 \| |                     |     |    |   |   |   |    |    |      |
| Rang | Équipe              | Pts | J  | G | N | P | Bp | Bc | Diff |
| 1 | CS Herediano        | 19  | 11 | 9 | 1 | 1 | 37 | 12 | +25  |
| 2 | Gimnástica Española | 12  | 11 | 5 | 2 | 4 | 22 | 19 | +3   |
| 3 | CS La Libertad      | 12  | 11 | 5 | 2 | 4 | 17 | 9  | +8   |
| 4 | CS Cartagines       | 11  | 12 | 5 | 1 | 6 | 12 | 22 | -10  |
| 5 | Limon FC            | 10  | 12 | 5 | 0 | 7 | 14 | 18 | -4   |
| 6 | CS La Unión         | 8   | 11 | 4 | 0 | 7 | 17 | 23 | -6   |
| 7 | LD Alajuelense      | 8   | 12 | 3 | 2 | 7 | 14 | 30 | -16  |

## Bilan du tournoi
| Tableau d'Honneur |              |
| Compétition       | Vainqueur    |
| Primera División  | CS Herediano |